# Clockwork Angels
Clockwork Angels är det nittonde och sista studioalbumet av den kanadensiska powertrion Rush, släppt den 8 juni 2012. Fem låtar från albumet släpptes som singlar.

## Låtlista
1. "Caravan" - 5:40
2. "BU2B" - 5:10
3. "Clockwork Angels" - 7:31
4. "The Anarchist" - 6:52
5. "Carnies" - 4:52
6. "Halo Effect" - 3:14
7. "Seven Cities of Gold" - 6:32
8. "The Wreckers" - 5:01
9. "Headlong Flight" - 7:20
10. "BU2B2" - 1:28
11. "Wish Them Well" - 5:25
12. "The Garden" - 6:59